# Andreas Speer

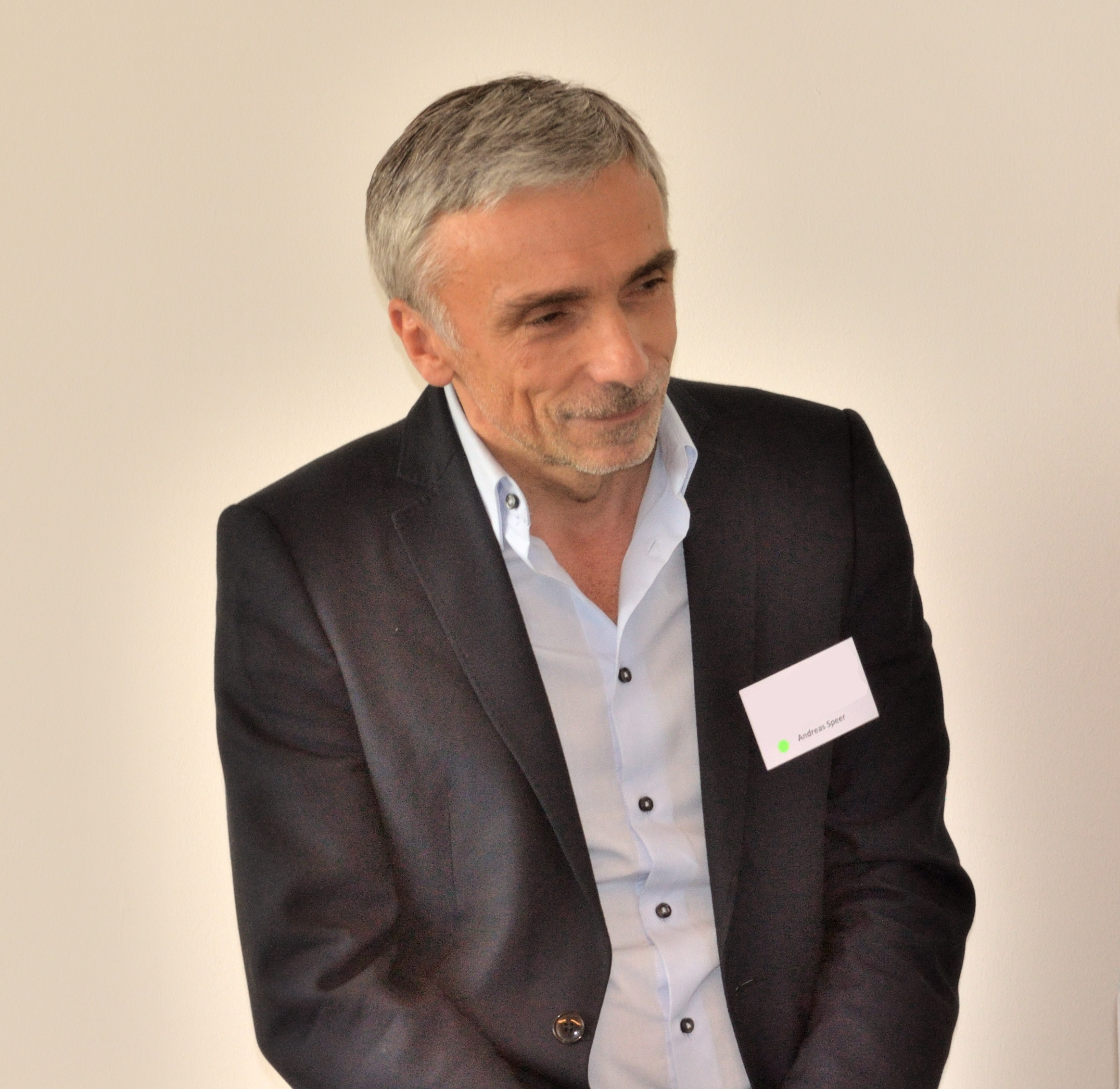
Andreas Speer (2014)

Andreas Speer (* 19. Juni 1957 in Düsseldorf) ist ein deutscher Philosoph und seit 2004 Professor der Philosophie an der Universität zu Köln und Direktor des Thomas-Instituts.

## Leben
Andreas Speer studierte in Bonn Philosophie, Katholische Theologie, Philologie, Erziehungswissenschaften und Kunstgeschichte. 1986 wurde er promoviert. Thema seiner Promotionsarbeit war das Wahrheitsverständnis und die philosophische Denkform Bonaventuras.
Zwei Jahre später ging Speer als wissenschaftlicher Assistent an das Thomas-Institut der Universität Köln und war dort für die Organisation der Kölner Mediävisten-Tagungen zuständig. Speer habilitierte 1994 über Begründungsversuche einer „scientia naturalis“ im 12. Jahrhundert. Die Habilitationsschrift wurde 1996 mit dem Offermann-Hergarten-Preis ausgezeichnet.
Zwischen 1995 und 2000 war Speer Heisenberg-Stipendiat der Deutschen Forschungsgemeinschaft. Er hatte in dieser Zeit Gastdozenturen an der Universität Sofia, an der Biblioteca Vaticana, an der University of Notre Dame, sowie an der Katholieke Universiteit Leuven. Seine Ernennung zum außerplanmäßigen Professor für Philosophie in Köln folgte 1998, 2000 wurde er dann als ordentlicher Professor an die Universität Würzburg berufen, wo er am 4. Mai desselben Jahres seine Antrittsvorlesung zum Thema „Endliche Weisheit – eine Annäherung an die Philosophie“ hielt. So war 2000 ein ereignisreiches Jahr für Speer und endete mit der Funktion des Sprechers des „Engeren Kreises“ der Deutschen Gesellschaft für Philosophie (DGPhil / AGPD). Speer hatte dann später den Lehrstuhl für Philosophie III der Universität Würzburg von 2001 bis 2004 inne, als er die Stelle des Direktors des Thomas-Instituts und den damit verbundenen Lehrstuhl für mittelalterliche Philosophie der Universität Köln annahm. In diesem Zuge wurde er dann auch Direktor der Averroes latinus-Edition die im Thomas-Institut bis heute beheimatet ist. Ein weiteres wichtiges Ereignis in diesem Jahr war aber auch die Präsidentschaft der Gesellschaft für Philosophie des Mittelalters und der Renaissance (GPMR). Überhaupt waren die Jahre nach 2000 Jahre der Ernennungen und Auszeichnungen für Speer, was dann 2005 seinen bisherigen Höhepunkt mit dem Doktortitel honoris causa der „St. Kliment Ochridski“-Universität, Sofia/Bulgarien erreicht hatte. Weiter wurde er 2005 zum Sprecher des Zentrums für Mittelalterstudien (ZfMs) die ebenfalls an der Universität zu Köln ansässig sind sowie zum Mitglied des erweiterten Vorstandes der Deutschen Gesellschaft für Philosophie (DGPhil) ernannt.
2008 wurde an der Philosophischen Fakultät der Universität zu Köln die a.r.t.e.s. Forschungsschule gegründet, die ab 2012 im Zuge der Dritten Runde der Exzellenzinitiative zur a.r.t.e.s. Graduate School for the Humanities Cologne ausgeweitet wurde und als deren Sprecher Speer bis heute fungiert. Die interdisziplinäre Graduiertenschule orientiert sich an einem Konzept der Humanities jenseits der Dichotomie von Geistes- und Kulturwissenschaften auf der einen und Naturwissenschaften auf der anderen Seite.
Speer wurde am 1. Juli 2020 neu in den Senat der Deutschen Forschungsgemeinschaft (DFG) (Platz für Kunstgeschichte und Philosophie) gewählt.
2002 wurde Speer als Mitglied in die Akademie gemeinnütziger Wissenschaften zu Erfurt aufgenommen. Seit 2013 ist Speer ordentliches Mitglied der Nordrhein-Westfälischen Akademie der Wissenschaften und der Künste.
Speer wirkte als Autor am Historischen Wörterbuch der Philosophie mit.

## Forschungsschwerpunkte
Speers Forschung beschäftigt sich intensiv mit dem Philosophieverständnis der Menschen des 13. Jahrhunderts. Mit dieser Thematik beschäftigte sich über zehn Jahre lang eine von Speer und dem Architekturhistoriker Günther Binding geleitete interdisziplinäre Arbeitsgruppe. Aus dieser gingen zahlreiche Veröffentlichungen hervor, darunter die kritische Ausgabe der Werke des Abtes Suger von Saint-Denis.
Neben der Geschichte der mittelalterlichen Philosophie beschäftigt er sich mit Fragen der Metaphysik und der Erkenntnistheorie. Auch Naturphilosophie, Ästhetik und das Verhältnis von Philosophie und Weisheit gehören zu seinen Interessengebieten. Einige Monographien, Sammelbände und Aufsätze von Speer gelten in Fachkreisen als Standardwerke zu diesen Themen.
Weitere Forschungsschwerpunkte:
- Geschichte und Systematik der Philosophie, insbesondere der Philosophie des Mittelalters
- Systematik und Geschichte der Epistemologie und Wissenschaftstheorie
- Naturphilosophie und Naturwissenschaften im Mittelalter
- Philosophie und Weisheit
- Der Theologiediskurs im Schnittfeld von Philosophie und Religion
- Ästhetik und Kunsttheorie: Mittelalter und Gegenwart
- Zum Verhältnis von Anthropologie und Ethik

## Veröffentlichungen (Auswahl)
- als Hrsg. mit Lydia Wegener: Wissen über Grenzen. Arabisches Wissen und lateinisches Mittelalter. Berlin 2006 (= Miscellanea mediaevalia. Band 33).